# Lucas Ostiglia
Pas d'image ? Cliquez ici

a Compétitions nationales et continentales officielles uniquement.

b Matchs officiels uniquement.
Dernière mise à jour le 21 septembre 2018.
Lucas Ostiglia, né le 3 mai 1976 à Buenos Aires, est un joueur argentin de rugby, évoluant au poste de troisième ligne aile (1,88 m pour 95 kg).

## Carrière

### En club
- Hindú Club  Argentine
- Petrarca Rugby Padoue  Italie 2004-2005
- SU Agen  France 2005-2008

### En équipe nationale
Lucas Ostiglia a connu 32 sélections internationales en équipe d'Argentine, il fait ses débuts le 5 juin 1999 contre l'équipe du Pays de Galles.

## Palmarès

### Sélections nationales
- 32 sélections en équipe d'Argentine
- 3 essais
- 15 points
- Nombre de sélections par année : 7 en 1999, 4 en 2001, 2 en 2002, 8 en 2003, 6 en 2004, 5 en 2007.

Coupe du monde
- 1999 : 3 sélections (équipe du Pays de Galles, équipe du Japon, équipe de France).
- 2003 : 2 sélections (équipe d'Irlande, équipe de Namibie).
- 2007 : 5 sélections (équipe de France, équipe de Namibie, équipe d'Irlande, équipe de Namibie, équipe d'Écosse, équipe d'Afrique du Sud).